# ليك سيتي (كارولاينا الجنوبية)
ليك سيتي (بالإنجليزية: Lake City, South Carolina)‏ هي مدينة تقع في الولايات المتحدة في Florence County. يقدر عدد سكانها بـ 6,478 نسمة ومساحتها 12.5 كم2 وترتفع عن سطح البحر 23 متر.

## التركيبة السكانية
حدّد مكتب تعداد الولايات المتحدة بيانات التركيبة السكانية لليك سيتي في تعداد الولايات المتحدة. في ما يلي، التركيبة السكانية حسب تعدادي 2000 و2010.

### تعداد عام 2000
بلغ عدد سكان ليك سيتي 6,478 نسمة بحسب تعداد عام 2000، وبلغ عدد الأسر 2,409 أسرة وعدد العائلات 1,706 عائلة مقيمة في المدينة. في حين سجلت الكثافة السكانية 467.7 نسمة لكل كيلومتر مربع (1,211.3/ميل2). وبلغ عدد الوحدات السكنية 2,704 وحدة بمتوسط كثافة قدره 195.2 لكل كيلومتر مربع (505.6/ميل2).
وتوزع التركيب العرقي للمدينة بنسبة 27.18% من البيض و71.43% من الأمريكيين الأفارقة و0.08% من الأمريكيين الأصليين و0.34% من الأمريكيين ذوي الأصول الآسيوية و0.28% من الأعراق الأخرى و0.69% من عرقين مختلطين أو أكثر و1.10% من الهسبانيون أو اللاتينيون من أي عرق.
بلغ عدد الأسر 2,409 أسرة كانت نسبة 41.7% منها لديها أطفال تحت سن الثامنة عشر تعيش معهم، وبلغت نسبة الأزواج القاطنين مع بعضهم البعض 36.6% من أصل المجموع الكلي للأسر، ونسبة 30.5% من الأسر كان لديها معيلات من الإناث دون وجود شريك،  بينما كانت نسبة 3.8% من الأسر لديها معيلون من الذكور دون وجود شريكة وكانت نسبة 29.2% من غير العائلات. تألفت نسبة 26.7% من أصل جميع الأسر من عدة أفراد يعيشون في نفس المنزل ونسبة 11.2% كانت تتألف من شخص يعيش بمفرده يبلغ من العمر 65 عاماً أو أكثر. وبلغ متوسط حجم الأسرة المعيشية 2.67، أما متوسط حجم العائلات فبلغ 3.25.
بلغ العمر الوسطي للسكان 34.2 عاماً. وكانت نسبة 29.7% من القاطنين تحت سن الثامنة عشر، وكانت نسبة 9.5% بين الثامنة عشر والرابعة والعشرين عاماً، ونسبة 25.5% كانت واقعةً في الفئة العمرية ما بين الخامسة والعشرين والرابعة والأربعين عاماً، ونسبة 21.4% كانت ما بين الخامسة والأربعين والرابعة والستين، ونسبة 13.3% كانت ضمن فئة الخامسة والستين عاماً فما فوق. يوجد لكل 100 أنثى 79.3 ذكر، ويوجد لكل 100 أنثى في الثامنة عشر من عمرها فما فوق 70.9 ذكر.
بلغ متوسط دخل الأسرة في المدينة 22,534 دولارًا، أما متوسط دخل العائلة فبلغ 32,111 دولارًا. وكان متوسط دخل الذكور 26,316 دولارًا مقابل 19,679 دولارًا للإناث. وسجل دخل الفرد الخاص بالمدينة 14,452 دولارًا. وكانت نسبة 26.9% من العائلات ونسبة 31.6% من السكان تحت خط الفقر، وكان من هؤلاء نسبة 45.3% تحت سن الثامنة عشر ونسبة 25.3% في الخامسة والستين من العمر وما فوق.

### تعداد عام 2010
بلغ عدد سكان ليك سيتي 6,675 نسمة بحسب تعداد عام 2010، وبلغ عدد الأسر 2,532 أسرة وعدد العائلات 1,743 عائلة مقيمة في المدينة. في حين سجلت الكثافة السكانية 481.9 نسمة لكل كيلومتر مربع (1,248.1/ميل2). وبلغ عدد الوحدات السكنية 2,880 وحدة بمتوسط كثافة قدره 207.9 لكل كيلومتر مربع (538.5/ميل2).
وتوزع التركيب العرقي للمدينة بنسبة 19.42% من البيض و77.50% من الأمريكيين الأفارقة و0.28% من الأمريكيين الأصليين و0.25% من الأمريكيين ذوي الأصول الآسيوية و1.69% من الأعراق الأخرى و0.85% من عرقين مختلطين أو أكثر و3.04% من الهسبانيون أو اللاتينيون من أي عرق.
بلغ عدد الأسر 2,532 أسرة كانت نسبة 39.1% منها لديها أطفال تحت سن الثامنة عشر تعيش معهم، وبلغت نسبة الأزواج القاطنين مع بعضهم البعض 29.8% من أصل المجموع الكلي للأسر، ونسبة 34.6% من الأسر كان لديها معيلات من الإناث دون وجود شريك،  بينما كانت نسبة 4.4% من الأسر لديها معيلون من الذكور دون وجود شريكة وكانت نسبة 31.2% من غير العائلات. تألفت نسبة 28.3% من أصل جميع الأسر من عدة أفراد يعيشون في نفس المنزل ونسبة 12.4% كانت تتألف من شخص يعيش بمفرده يبلغ من العمر 65 عاماً أو أكثر. وبلغ متوسط حجم الأسرة المعيشية 2.63، أما متوسط حجم العائلات فبلغ 3.21.
بلغ العمر الوسطي للسكان 34.0 عاماً. وكانت نسبة 29.2% من القاطنين تحت سن الثامنة عشر، وكانت نسبة 9.4% بين الثامنة عشر والرابعة والعشرين عاماً، ونسبة 22% كانت واقعةً في الفئة العمرية ما بين الخامسة والعشرين والرابعة والأربعين عاماً، ونسبة 25.5% كانت ما بين الخامسة والأربعين والرابعة والستين، ونسبة 13.8% كانت ضمن فئة الخامسة والستين عاماً فما فوق. وتوزع التركيب الجنسي للسكان بنسبة 45.1% ذكور و54.9% إناث.

## أعلام
- رونالد ماكنير
- ديريك فيسون
- ديريك بورغس